# Elseyornis
Elseyornis was een geslacht van vogels uit de familie kieviten en plevieren (Charadriidae). 

## Soorten
- Charadrius melanops – Maskerplevier (voorheen Elseyornis)